# Statesboro
Statesboro est une ville de Géorgie, aux États-Unis. Siège du comté de Bulloch, la ville abrite la Georgia Southern University (GSU).
En 2008, la ville compte 25 165 habitants.
L'économie repose principalement sur l'agriculture et l'université.
Statesboro inspira la chanson "Statesboro Blues (en)" écrite par by Blind Willie McTell dans les années 1920 et reprise The Allman Brothers Band.

## Démographie
| 1870 | 1880 | 1890 | 1900  | 1910  | 1920  |
| ---- | ---- | ---- | ----- | ----- | ----- |
| 33   | 29   | 425  | 1 197 | 2 529 | 3 807 |

| 1930  | 1940  | 1950  | 1960  | 1970   | 1980   |
| ----- | ----- | ----- | ----- | ------ | ------ |
| 3 996 | 5 028 | 6 097 | 8 356 | 14 616 | 14 866 |

| 1990   | 2000   | 2010   | 2020   | - | - |
| ------ | ------ | ------ | ------ | - | - |
| 15 854 | 22 698 | 28 422 | 32 954 | - | - |